# Огњанци
Огњанци (мкд. Огњанци) су насеље у Северној Македонији, у северном делу државе. Огњанци припадају општини Петровец, која припада приградском делу Области Града Скопља.
Огњанци имају велики значај за српску заједницу у Северној Македонији, пошто Срби чине значајну мањину у насељу.

## Географија
Огњанци су смештени у северном делу Северне Македоније. Од најближег града, Скопља, село је удаљено 20 km источно.
Село Огњанци се налази у историјској области Блатија. Село је положено у источном делу Скопске котлине, које је равничарско, пољопривредно подручје, на приближно 220 метара надморске висине.
Месна клима је континентална са утицајем Егејског мора (жарка лета).

## Становништво
Огњанци су према последњем попису из 2021. године имали 1.143 становника. Насеље је вишенародно.
| Национални састав према попису из 2021.‍ | Национални састав према попису из 2021.‍ | Национални састав према попису из 2021.‍ | Национални састав према попису из 2021.‍ | Национални састав према попису из 2021.‍ |
| --------------------------------------- | --------------------------------------- | --------------------------------------- | --------------------------------------- | --------------------------------------- |
|                                         |                                         |                                         |                                         |                                         |
| Албанци                                 | Албанци                                 |                                         | 527                                     | 46,1%                                   |
| Македонци                               | Македонци                               |                                         | 268                                     | 23,4%                                   |
| Срби                                    | Срби                                    |                                         | 178                                     | 15,6%                                   |
| непописани                              | непописани                              |                                         | 119                                     | 10,4%                                   |